# Ý nghĩa thống kê

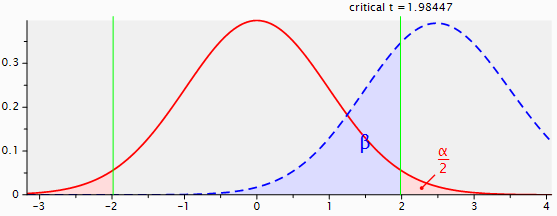
Ý nghĩa của thông kê

Trong thống kê, một kết quả được gọi là có ý nghĩa thống kê nếu nó không có khả xảy ra là do ngẫu nhiên. Cụm từ Ý nghĩa thống kê được đặt tên bởi Ronald Fisher. Trong thống kê, ý nghĩa không có nghĩa là quan trọng hay có nghĩa như trong nói chuyện hàng ngày. Những nhà phân tích chỉ tập trung vào kết quả có thể bỏ sót các dạng mẫu trả lời quan trọng mà có thể rơi dưới ngưỡng được đặt ra cho kiểm định ý nghĩa. Nhiều nhà nghiên cứu cho rằng kiểm định ý nghĩa nên đi kèm với thống kê cỡ hiệu ứng.
Bằng chứng đòi hỏi để chấp nhận một sự kiện không phải xảy ra do ngẫu nhiên được gọi là mức ý nghĩa hay giá trị p: trong kiểm định giả thuyết Fisher, giá trị p là xác suất dữ liệu quan sát ở mức cực đại như đã được quan sát, với giả thuyết không là đúng. Nếu giá trị p nhỏ, ta có thể nói giả thuyết không là sai hoặc một sự kiện bất thường đã xảy ra.
Một phương pháp kiểm định giả thuyết khác là trường phái tần suất của Neyman–Pearson, trong đó xác định cả giả thuyết không và giả thuyết đối nghịch, nó tìm hiểu đặc tính mẫu lặp lại của phương pháp. Nếu trong trường hợp giả thuyết không bị bác bỏ trong khi thực chất nó là đúng và lẽ ra không được bác bỏ, thì đó được gọi là sai sót loại I. Trong trường hợp chấp nhận giả thuyết không trong khi nó sai được gọi là sai sót loại II.

## Liên kết
- Earliest Uses: The entry on Significance has some historical information.
- Raymond Hubbard, M.J. Bayarri, P Values are not Error Probabilities Lưu trữ ngày 4 tháng 9 năm 2013 tại Wayback Machine. A working paper that explains the difference between Fisher's evidential p-value and the Neyman-Pearson Type I error rate {\displaystyle \alpha }.
- The Concept of Statistical Significance Testing Lưu trữ ngày 2 tháng 10 năm 2010 tại Wayback Machine – Article by Bruce Thompon of the ERIC Clearinghouse on Assessment and Evaluation, Washington, D.C.
- What does it mean for a result to be "statistically significant"? Lưu trữ ngày 23 tháng 6 năm 2012 tại Wayback Machine - An article from the Statistical Assessment Service at George Mason University, Washington, D.C.